# Marius Canard
Pour les articles homonymes, voir Canard (homonymie).
Marius Canard (26 décembre 1888 à Dracy-Saint-Loup, Saône-et-Loire – 13 septembre 1982 à Duingt, Haute-Savoie) est un historien et orientaliste arabisant français. Il est reconnu pour ses travaux sur l'histoire de la dynastie des Hamdanides et ses études sur le califat fatimide.

## Biographie
Marius Canard est né à Dracy-Saint-Loup, dans le Morvan, où son père est instituteur. Il étudie au Collège Bonaparte à Autun, puis complète ses études universitaires à la faculté des lettres de l'université de Lyon où il obtient sa licence de lettres et suit les cours de Gaston Wiet (1887-1971), alors jeune professeur assistant d'arabe, de turc, et de langues persanes. Agrégé de grammaire en 1913, Canard enseigne ensuite au lycée de Toulon jusqu'en août 1914. Pendant la Première Guerre mondiale, il sert dans le 16e régiment de chasseurs à cheval stationné à Beaune, puis est envoyé au front. Il reçoit la croix de guerre 1914-1918. 
Après la guerre il passe une année à Casablanca où il est nommé professeur à sa demande. Il y acquiert un goût prononcé pour l'orientalisme qui va infléchir la suite de sa carrière : soucieux d'apprendre plus systématiquement la langue arabe afin de pouvoir se lancer dans les études orientales, il retourne à Lyon en 1920 pour compléter sa formation à l'université. Nommé professeur au Lycée du Parc, il retrouve Gaston Wiet à la Faculté des lettres (qui entre-temps, avait acquis d'autres responsabilités académiques en France et en Égypte), où il va renforcer ses compétences linguistiques et acquérir des rudiments de sanskrit, conditions préalables pour accéder à la prestigieuse École des langues orientales. Dans le cadre de son programme d'études, Gaston Wiet faisait lire à ses élèves certains récits des Mille et Une Nuits, origine du futur intérêt de Canard pour les romans de chevalerie arabe et les relations arabo-byzantines.
Il entre ensuite à l'École des langues orientales de Paris, où il est diplômé en 1924. Il y rencontre le professeur William Marçais (1872–1956), éminent orientaliste islamisant, spécialiste de dialectologie maghrébine et premier titulaire de la chaire d'arabe maghrébin. Une amitié de longue date allait naître entre les deux hommes, puis avec Georges Marçais (1876–1962), frère cadet de William, lui-même orientaliste,. À la demande de William Marçais, Canard retourne en Afrique du Nord en tant que professeur au lycée de Tunis, où il enseigne de 1926 à 1927. En 1927, il est nommé professeur à la faculté des lettres de l'université d'Alger où il passe le reste de sa carrière universitaire.
En tant que professeur d'histoire de la civilisation islamique, Canard a formé plusieurs générations d'étudiants arabes et européens dans le milieu franco-musulman d'Alger, tout en contribuant de manière significative à la vie intellectuelle de la Faculté des Lettres d’Alger, qui était un centre florissant d’études arabes et islamiques en Afrique du Nord. Il joua un rôle important en 1934 dans la création et le développement de l'Institut d’Études orientales de l’Université d’Alger, avec son collègue G. Marçais qui en fut le directeur jusqu'en 1946. Plusieurs de ses articles ont paru dans les Annales publiées par l'Institut et plusieurs de ses livres ont été inclus dans ses importantes séries de publications. Enfin, après trente-quatre années d’enseignement et de recherche à Alger, durant lesquelles il participa à de nombreux congrès internationaux d’orientalistes, arabisants et byzantinistes, il prit sa retraite en 1961 et se retira à Paris. En 1982, il est mort à Duingt (Haute-Savoie), village situé au bord du lac d'Annecy, où il était en villégiature.
« Les islamisants admirent unanimement l'érudition de M. Canard (...) ». « L'ampleur de l’œuvre de cet éminent savant est telle qu'il m'a été parfois impossible de me procurer certains articles. ». Marius Canard est reconnu pour ses travaux sur l'histoire de la dynastie des Hamdanides et ses études sur le califat fatimide, un champ d'étude surtout parcouru par Vladimir Ivanov (1886–1970). Canard a aussi effectué d'importantes études sur l'histoire des relations des musulmans avec l'Empire byzantin.

## Divers
Mohammed Arkoun témoigne de ses quatre années de formation au début des années 1950, encadrée par les professeurs Philippe Marçais, Marius Canard, Jean Lecerf, Roger Le Tourneau et Georges-Henri Bousquet. Selon lui l’université d’Alger était un temple de l’idéologie coloniale, notamment dans son rapport avec la langue arabe. Il raconte : 
« Je me rappelle un épisode qui m’a énormément fait souffrir et qui m’a énormément peiné. Lorsque j’ai débarqué du lycée d’Oran et que je suis arrivé à Alger pour m’inscrire à la faculté, l’arabe n’était pas autorisé et enseigné comme langue avant la licence. Moi, je voulais justement faire de l’arabe. Il a donc fallu que je bataille tout seul pour toucher le ministère, et dire au ministère que l’arabe existait en Algérie comme langue vivante et devrait être enseigné et autorisé au même titre que l’anglais, l’allemand, l’espagnol, etc. J’étais extrêmement peiné par cette situation, qui me faisait découvrir une sorte d’étrangeté chez soi. Chez les professeurs, cela ne soulevait aucune espèce de réaction, aucune indignation de leur part. 
Je suis allé voir l’un d’entre eux. Je me souviens qu’il s’appelait Marius Canard. Je lui ai dit : “Qu’est-ce que je peux faire pour avoir cette autorisation ?” Il m’a répondu textuellement : “Il est normal que l’arabe ne soit pas autorisé comme une des langues pour faire de la recherche, parce que ce n’est pas une langue de culture.”  »

## Publications
(Liste incomplète)

### Ouvrages
- avec Henri Gregoire, édition française en trois volumes de l'ouvrage d'Alexandre Alexandrovitch Vassiliev Byzance et les Arabes :
  - t. 1 : La dynastie d'Amorium (820-867), Bruxelles 1935;
  - t. 2.1 : La dynastie macédonienne (867-959), Bruxelles 1938 ;
  - t. 2.2 : Extraits des sources arabes, Bruxelles 1950.
- Chronique des règnes d'Ar-Râdî el d'Al-Muttaqî, Alger 1946-50.
- Récit des malheurs de la nation arménienne, Bruxelles 1973.
- Vie de l'Ustadh Jaudhar, Alger 1958.

### Articles
- « Les Expéditions des Arabes contre Constantinople dans l'histoire et dans la légende », Journal asiatique, 208 (1926), p. 61–121.
- « Les Relations diplomatiques entre Byzance et l'Égypte dans le Ṣubḥ al-Aʿshā de Qalqashandī », Atti del XIX Congresso Internazionale degli orientalisti, Rome, 1935, p. 579–580.
- Histoire de la dynastie des Hamdanides de Jazira et de Syrie, tome 1, faculté des lettres d'Alger, 1951, 863 p.[14]
- « Quelques ‘à côté' de l'histoire des relations entre Byzance et les Arabes », Studi orientalistici in onore di Giorgio Levi Della Vida, Rome, Istituto per l'Oriente, 1956, vol. I, p. 98–119.
- « Les Principaux Personnages du roman de chevalerie arabe Dhāt al-Himma wa-l-Baṭṭāl », Arabica, 8 (1961), p. 158–173.
- Sayf al-Daula. Recueil de textes relatifs à l'émir Sayf al-Daula le Hamdanide, avec annotations, édité par M. Canard (Bibliotheca Arabica, VIII), Alger, J. Carbonel, 1934, 484 pp.
- « Une lettre du calife fāṭimide al-Ḥāfiẓ (524-544/1130-1149) à Roger II », Atti del Convegno Internazionale di Studi Ruggeriani, Palerme, 1955, vol. I, p. 125–146
- « Quelques notes relatives à la Sicile sous les premiers califes fatimides », Studi medievali in onore di Antonio De Stefano, Palermo, 1956, vol. I, p. 125–146.
- « La Relation du voyage d'Ibn Faḍlān chez les Bulgares de la Volga », Annales de l'Institut d'études orientales de l'université d'Alger (AIEO), 16 (1958), p. 41–146.
- « Ibrāhīm b. Yaʿqūb et sa relation de voyage en Europe », Études d'orientalisme dédiées à la mémoire de Lévi-Provençal, Paris, 1962, vol. 2, p. 503–508.
- « Fāṭimides et Būrides à l'époque du calife al-Ḥāfiẓ li-Dīni-llāh », Revue des études islamiques, 35 (1967), p. 103–117.
- Plusieurs entrées dans l'Encyclopædia of Islam.
- En collaboration avec l'historien belge Henri Grégoire (1881–1964) et l'historien allemand Ernest Honigmann (1892-1954), il a supervisé l'édition en français de l'ouvrage Византия и арабы (Byzance et les Arabes) en deux tomes d'Alexandre Vassiliev (1867–1953)[15].

## Honneurs
- 1954 : chevalier de la Légion d'honneur[16]
- 1955 : élu membre correspondant de l'académie de Bavière à Munich[16]
- Ordre des Palmes académiques[16]